# رستوران خانوادگی
رستوران خانوادگی یک مجموعه تلویزیونی محصول ۱۳۸۰ به کارگردانی حسین سهیلی‌زاده،  و تهیه‌کنندگی سعید شاهسواری می‌باشد که از شبکه پنج پخش شد.

## بازیگران
اصلی
- جمشید اسماعیل‌خانی در نقش رضا
- مریم سعادت در نقش عمه خانم
- شهره سلطانی در نقش سحر
- کورش تهامی در نقش سهیل
- نیما فلاح در نقش امید
- رضا خندان در نقش آقای احمدی

میهمان
- حمیدرضا افشار
- رامین پرچمی
- شقایق دهقان
- کامبیز دیرباز
- بیتا حیدری
- علی زرینی
- پونه عبدالکریم‌زاده
- مظفر مقدم
- غزل صارمی
- امیر غفارمنش
- رضا توکلی
- فرهاد اصلانی
- رضا کرم‌رضایی
- داریوش اسدزاده
- مرتضی احمدی
- حسین شیدایی
- علی ابوالحسنی
- لاله صبوری
- حسین افشار
- نادیا دلدار گلچین
- رضا بنفشه‌خواه
- امیر نوری
- سعیده عزیززاده